# Гендрік Ван Кромбрюгге
Гендрік Ван Кромбрюгге (нід. Hendrik Van Crombrugge, нар. 30 квітня 1993, Левен, Бельгія) — бельгійський футболіст, воротар клубу «Генк» та національної збірної Бельгії.

## Ігрова кар'єра

### Клубна
Гендрік Ван Кромбрюгге є вихованцем клубу «Стандард». Але в першій команді воротар не зіграв жодного матчу.
На дорослому рівні Ван Кромбрюгге дебютував у клубі «Сінт-Трейден». Але в першій грі він пропустив чотири голи і більше на полі не з'являлвся. У січні 2013 року воротар полишив клуб на правах вільного агента і лиге в липні того року він приєднався до клубу «Ейпен». У сезоні 2015/16 воротар допоміг клубу підвищитися до елітного дивізіону. За шість сезонів у клубі Ван Кромбрюгге провів майже двісті офіційних матчів.
У серпні 2019 року воротар підписав контракт зі столичним клубом «Андерлехт». Сума трансферу становила більше 2 млн євро.
В липні 2023 року воротар перейшов до клубу «Генк».

### Збірна
З 2008 року Ван Кромбрюгге виступав за юнацькі збірні Бельгії різних вікових категорій. У жовтні 2020 року у товариському матчі проти команди Кот-д'Івуару Ван Кромбрюгге зіграв свій перший матч у складі національної збірної Бельгії.